# Egyptian German Automotive Company
Die Egyptian German Automotive Company ist ein 1996 gegründetes Joint-Venture, das bis 2015 Fahrzeuge der Marke Mercedes-Benz montierte. Der Bremsscheibenhersteller hat seinen Sitz in der Stadt des 6. Oktober.
Daimler war zu 26 % an diesem Unternehmen beteiligt. Die Anlage war zunächst auf eine Jahreskapazität von 2500 Fahrzeugen und eine Belegschaft von rund 200 Mitarbeitern ausgelegt.
Montiert wurden die E-Klasse (ab 1997) und die C-Klasse (ab 1999) als CKD-Bausätze. Hinzu kamen die S-Klasse (ab 2006) und der Geländewagen GLK (ab 2009) als SKD-Bausätze. Der Anteil der lokal zugelieferten Teile sollte sich auf 42 % belaufen.